# Pandemia de COVID-19 en Minesota
El primer caso de la pandemia de enfermedad por coronavirus en Minesota, estado de los Estados Unidos, inició el 6 de marzo de 2020. Hay 24.200 casos confirmados, 16.314 recuperados y 1.036 fallecidos.

## Estadística
| Condado | Casos   | Muertes   | Recov. | Popular.  | Casos / 100k | Árbitro. |
| 87/87 | 318,763 | 3,593     | 84,256 | 5.303.925 | 6.014        | Árbitro. |
| --- | ------- | --------- | ------ | --------- | ------------ | -------- |
| Aitkin | 778     | 30        | -      | 16,202    | 4.801        |          |
| Anoka | 22.583  | 228       | -      | 330,844   | 6.825        |          |
| Becker | 2.094   | dieciséis | -      | 32,504    | 6.442        |          |
| Beltrami | 2,192   | 18        | -      | 44,442    | 4.932        |          |
| Benton | 3,057   | 51        | -      | 38.451    | 7950         |          |
| Big Stone | 324     | 2         | -      | 5.269     | 6.149        |          |
| Blue Earth | 4.180   | dieciséis | -      | 64,013    | 6.529        |          |
| Brown | 1,457   | 15        | -      | 25,893    | 5.627        |          |
| Carlton | 1,913   | dieciséis | -      | 35,386    | 5.406        |          |
| Tallista | 4.862   | 15        | -      | 91,042    | 5.340        |          |
| Cass | 1.460   | 10        | -      | 28.567    | 5.110        |          |
| Chippewa | 914     | 7         | -      | 12,441    | 7.346        |          |
| Chisago | 3,156   | 12        | -      | 53,887    | 5.856        |          |
| Clay | 5,089   | 57        | -      | 58,999    | 8,625        |          |
| Clearawater | 529     | 8         | -      | 8.695     | 6.083        |          |
| Cook | 77      | 0         | -      | 5.176     | 1,487        |          |
| Cottonwood | 896     | 4         | -      | 11,687    | 7.666        |          |
| Crow Wing | 3.640   | 34        | -      | 62.500    | 5.824        |          |
| Dakota | 22,414  | 190       | -      | 398,552   | 5.623        |          |
| Douge | 870     | 0         | -      | 20.087    | 4.331        |          |
| Douglas | 2,668   | 37        | -      | 36,009    | 7.409        |          |
| Faribault | 573     | 2         | -      | 14,553    | 3.937        |          |
| Fillmore | 724     | 0         | -      | 20,866    | 3.469        |          |
| Freeborn | 1,554   | 6         | -      | 31,255    | 4.972        |          |
| Goodhue | 2.084   | 28        | -      | 46.183    | 4.512        |          |
| Grant | 280     | 6         | -      | 6.018     | 4.652        |          |
| Hennepin | 67,336  | 1,116     | -      | 1,152,425 | 5.842        |          |
| Houston | 713     | 4         | -      | 19.027    | 3.747        |          |
| Hubbard | 1,157   | 25        | -      | 20,428    | 5.663        |          |
| Isanti | 1.942   | 17        | -      | 37,816    | 1.942        |          |
| Itasca | 1.939   | 23        | -      | 45,058    | 4.303        |          |
| Jackson | 496     | 1         | -      | 10,266    | 4.831        |          |
| Kanabec | 627     | 13        | -      | 16,239    | 3.861        |          |
| Kandiyohi | 4.205   | 22        | -      | 42,239    | 9,955        |          |
| Kittson | 229     | 8         | -      | 4.552     | 5.030        |          |
| Koochiching | 399     | 6         | -      | 13,311    | 2,997        |          |
| Lac qui Parle | 386     | 3         | -      | 7.259     | 5.317        |          |
| Lake | 432     | 6         | -      | 10,866    | 3.975        |          |
| Lake of the Woods | 101     | 1         | -      | 4.045     | 2,496        |          |
| Le Sueur | 1,488   | 11        | -      | 27,703    | 5.371        |          |
| Lincoln | 365     | 1         | -      | 5.896     | 6.190        |          |
| Lyon | 2.230   | 11        | -      | 25,857    | 8,624        |          |
| Mahnomen | 304     | 4         | -      | 5.413     | 5.616        |          |
| Marshall | 505     | 9         | -      | 9.439     | 5.350        |          |
| Martín | 1,174   | 20        | -      | 20,840    | 5.633        |          |
| McLeod | 2,179   | 14        | -      | 36,651    | 5.945        |          |
| Meeker | 1.328   | 9         | -      | 23,300    | 5.699        |          |
| Mille Lacs | 1,570   | 31        | -      | 26,097    | 6.016        |          |
| Morrison | 2,338   | 29        | -      | 33.198    | 7.042        |          |
| Mower | 2.658   | 23        | -      | 39.163    | 6.787        |          |
| Murray | 595     | 3         | -      | 8.725     | 7.212        |          |
| Nicollet | 1,640   | 26        | -      | 32,727    | 5,011        |          |
| Nobles | 3,099   | 30        | -      | 21,378    | 14,496       |          |
| Norman | 353     | 7         | -      | 6.852     | 5.151        |          |
| Olmsted | 6.811   | 34        | -      | 144,248   | 4.721        |          |
| Otter Tail | 3,217   | 23        | -      | 57.303    | 5.614        |          |
| Pennington | 663     | 8         | -      | 13,930    | 4.759        |          |
| Pine | 1395    | 8         | -      | 29,750    | 4.689        |          |
| Pipestone | 741     | 18        | -      | 9.596     | 7.721        |          |
| Polk | 2.612   | 24        | -      | 31,600    | 8.265        |          |
| Polk | 553     | 1         | -      | 10,995    | 5,029        |          |
| Ramsey | 28,256  | 505       | -      | 508,640   | 5.555        |          |
| Red Lake | 216     | 3         | -      | 4.089     | 5.294        |          |
| Secoya | 979     | 19        | -      | 16,059    | 6.096        |          |
| Renville | 895     | 29        | -      | 15,730    | 5.689        |          |
| Rice | 4.192   | 37        | -      | 64.142    | 6.535        |          |
| Rock | 788     | 9         | -      | 9,687     | 8.134        |          |
| Roseau | 1.219   | 4         | -      | 15,629    | 7.799        |          |
| Scott | 8.597   | 55        | -      | 129,928   | 6.616        |          |
| Sherburne | 6.015   | 41        | -      | 88,499    | 6.796        |          |
| Sibley | 800     | 4         | -      | 15,226    | 5.240        |          |
| San Louis | 8.991   | 112       | -      | 200,226   | 4.490        |          |
| Stearns | 13,976  | 117       | -      | 150,642   | 9.277        |          |
| Steele | 1,991   | 7         | -      | 36,576    | 5.443        |          |
| Stevens | 524     | 3         | -      | 9,726     | 5.387        |          |
| Swift | 599     | 8         | -      | 9,783     | 6.122        |          |
| Todd | 1.825   | 14        | -      | 24,895    | 7.330        |          |
| Traverse | 149     | 1         | -      | 3,558     | 4.187        |          |
| Wabasha | 1.078   | 1         | -      | 21,676    | 4.973        |          |
| Wadena | 815     | 6         | -      | 13,843    | 5.887        |          |
| Waseca | 1,398   | 11        | -      | 19,136    | 7,305        |          |
| Washington | 14,207  | 116       | -      | 238,136   | 5.965        |          |
| Watonwan | 863     | 4         | -      | 11,211    | 7,697        |          |
| Wilkin | 392     | 5         | -      | 6.576     | 5.961        |          |
| Winona | 2.848   | 30        | -      | 51,461    | 5.535        |          |
| Wright | 7,955   | 43        | -      | 124,700   | 6.379        |          |
| Yellow Medicine | 665     | 12        | -      | 10,438    | 6.370        |          |
| Unknow / Missing | 191     | 0         | -      | -         | -            |          |
| Actualizado el 30 de noviembre de 2020 Los datos son publicados por el Departamento de Salud de Minnesota |         |           |        |           |              |          |
| 1. ^ Condado donde se diagnosticó a las personas con un caso positivo. La ubicación de la infección original puede variar. 2. ^ Los casos notificados incluyen casos presuntos y confirmados. Los números de casos reales probablemente sean más altos. 3. ^ a b c "-" indica que actualmente no hay datos disponibles para ese condado, no que el valor sea cero. 4. ^ MDH no proporciona números de casos recuperados para cada condado, pero proporciona "ya no necesita aislamiento" a nivel estatal. Los departamentos de salud locales podrían proporcionar información del condado a su discreción. 5. ^ "Ya no necesita aislamiento" incluye los casos que han fallecido, por lo que la columna Casos recuperados resta al fallecido de ese total. |         |           |        |           |              |          |

El Departamento de Salud de Minnesota comenzó a realizar pruebas para detectar el virus el 20 de enero. Durante este tiempo, ningún caso se evaluó positivamente en Minnesota. Los funcionarios de salud estatales estaban monitoreando casos potenciales y haciendo planes para contener brotes futuros . 

Mayo Clinic en Rochester comenzó a acelerar el desarrollo de una prueba del virus a mediados de febrero. 

Desarrollo de la COVID-19 en Minesota, por el Departamento de Salud y Servicios Sociales de los Estados Unidos.

## Cronología del brote

### Marzo

#### 6 de marzo
La primera prueba positiva se confirmó en el estado. El paciente había tomado recientemente un crucero Grand Princess en un barco con un caso conocido. El paciente era un adulto mayor del condado de Ramsey y había comenzado a tener síntomas el 25 de febrero y recibió atención médica el 5 de marzo. Regresaron a su casa para recuperarse en aislamiento . El gobernador Tim Walz dijo: "Estoy seguro de que Minnesota está preparada para esto". 

#### 8 de marzo
La segunda prueba positiva en el estado se confirmó en el condado de Carver . Un paciente de 50 años comenzó a tener síntomas el 2 de marzo después de haber estado probablemente expuesto mientras viajaba por Europa en febrero. Buscaron atención médica el 7 de marzo y comenzaron a recuperarse en su casa en aislamiento. 

#### 10 de marzo
El tercer paciente de Minnesota fue hospitalizado en estado crítico en un hospital del condado de Anoka . El paciente tiene alrededor de 30 años y no tenía condiciones subyacentes obvias. Habían desarrollado síntomas el 28 de febrero después de estar en contacto con viajeros internacionales que probablemente los expusieron al virus . Fueron evaluados el 3 de marzo y liberados en ese momento sin ser examinados, lo que el Departamento de Salud de Minnesota consideró "apropiado". Regresaron para recibir servicios médicos el 9 de marzo.  Según los funcionarios de salud, aún no había evidencia de que el virus se estuviera transmitiendo de persona a persona en el estado. 
El gobernador Walz firma un proyecto de ley para reservar $ 20,8 millones para la respuesta al brote de coronavirus en Minnesota. Este dinero se suma a los $ 4.6 millones que ya están en la cuenta para la respuesta de salud pública , por un total de más de $ 25 millones. 

#### 11 de marzo
Se han confirmado 5 casos en total en Minnesota. El cuarto paciente tiene 50 años, vive en el condado de Olmsted y fue diagnosticado en la Clínica Mayo en Rochester . El quinto paciente está en el condado de Ramsey y tiene unos 30 años. 
La Universidad de Minnesota anuncia la suspensión de clases en los cinco campus. La Universidad extenderá sus vacaciones de primavera a dos semanas, terminando el 18 de marzo, momento en el cual las clases se reanudarán a través de la instrucción en línea. La instrucción en línea continuará hasta al menos el 1 de abril, incluida la experiencia de campo y clínica. Durante este tiempo, las residencias estudiantiles, los servicios de comedor y otros servicios estudiantiles continuarán funcionando normalmente. 
Mayo Clinic también comenzó a realizar "pruebas de manejo" para detectar el virus, aunque los pacientes aún necesitaban ser aprobados para ser evaluados por teléfono.

#### 12 de marzo
Se confirman 9 casos en total en Minnesota y los cuatro nuevos casos se consideran todos relacionados con viajes. Los nuevos casos se informan en los condados de Hennepin , Dakota y Stearns . Todos los casos no críticos habían comenzado a recuperarse en casa de forma aislada.  En este momento, el Departamento de Salud de Minnesota no recomendó cerrar las escuelas. 

#### 13 de marzo
Se confirman 14 casos en total en Minnesota; Se informó que los nuevos casos estaban en los condados de Hennepin, Ramsey, Anoka, Dakota, Carver y Wright . Hasta la fecha, más de 550 personas han sido examinadas para detectar el virus en el estado. 
El gobernador Walz declara el estado de emergencia en tiempo de paz . Dice: "Estamos entrando en un mayor estado de preparación para proteger a los habitantes de Minnesota". 

#### Marzo 14
21 casos totales confirmados en Minnesota. Los 7 casos nuevos se conectaron para contactar con un caso confirmado de COVID-19 . Los siete pacientes comienzan a recuperarse en casa en autoaislamiento. Se han realizado 868 pruebas en total. 

#### 15 de marzo
35 casos totales confirmados en Minnesota. Los nuevos casos involucraron a residentes de los condados de Hennepin, Ramsey, Dakota, Olmsted, Waseca y Washington . Además, el Departamento de Salud de Minnesota informa que tres de los nuevos casos fueron expuestos por transmisión comunitaria . 
El gobernador Tim Walz anuncia el cierre temporal de todas las escuelas públicas K-12 de Minnesota desde el 18 de marzo hasta el 27 de marzo. Dice: "Mi principal prioridad como gobernador es la seguridad de los habitantes de Minnesota. Como ex maestro y padre de dos hijos adolescentes, Estoy especialmente enfocado en la seguridad de nuestros niños ".  Durante el cierre de la escuela, se seguirán proporcionando comidas y servicios de salud mental a los estudiantes que lo necesiten.  Según la orden del gobernador, las escuelas permanecerán abiertas para los niños en edad de primaria de los trabajadores de la salud y otros trabajadores de emergencia.  profesores utilizarán este tiempo para planificar la posibilidad de semanas de aprendizaje a distancia. 

#### 16 de marzo
La Legislatura de Minnesota comienza a reducir las operaciones, ya que la Cámara de Representantes y el Senado se reunirán cuando se les llame. Para reuniones futuras, se reunirán en lugares que permitan 6 pies entre representantes. 
El gobernador Tim Walz anuncia en la Orden Ejecutiva 20-04 que todos los negocios no esenciales cierran hasta el 27 de marzo de 2020, citando el primer caso confirmado de propagación comunitaria, detectado el día anterior, como causa de esta acción. 

#### Marzo 17
El Departamento de Salud de Minnesota (MDH) anuncia hoy que debido a la escasez nacional de materiales de prueba de laboratorio de COVID-19, el estado se ve obligado a realizar ajustes en sus criterios de prueba para centrarse en las muestras de mayor prioridad, incluidos los pacientes hospitalizados. 
Entrega de mascarillas quirúrgicas en Minnesota

#### 21 de marzo
El estado confirma su primera muerte por virus; el paciente era del condado de Ramsey y tenía más de 80 años. El paciente había contraído el virus de un caso confirmado.  vicegobernadora Peggy Flanagan también confirma que su hermano murió debido al coronavirus en Nashville, TN . 

#### 23 de marzo
Una marquesina en Brave New Workshop en el centro de Minneapolis que hace referencia al coronavirus
El gobernador hace varios anuncios sobre la respuesta del estado al virus: [ cita requerida ]
- Un programa de préstamos para pequeñas empresas estaría disponible para posiblemente 5000 empresas durante la semana por montos entre $ 2,500 y $ 35,000
- Todas las cirugías veterinarias electivas se detendrían
- Se revisaría el presupuesto para la respuesta al virus, solicitando $ 365 millones adicionales.

#### 25 de marzo
El estado anuncia un total de 287 casos confirmados del virus, 26 de los cuales requirieron hospitalización. Se informa que el número real de casos probablemente fue al menos 10 veces mayor que este número. 
El gobernador Tim Walz firma la Orden Ejecutiva 20-20. Esta orden establece que todas las personas que actualmente residen en Minnesota deben refugiarse en el lugar a partir del 27 de marzo de 2020 a las 11:59 p. m. hasta el 10 de abril de 2020 a las 5:00 p. m.  Walz también firma las órdenes ejecutivas 20-18 y 20-19. La orden ejecutiva 20-18 extendió el cierre estatal anterior de todos los negocios no esenciales, que debía finalizar el 27 de marzo de 2020, para permanecer cerrado hasta el 1 de mayo de 2020.  La orden ejecutiva 20-19 extendió los cierres de escuelas y un " Se ordenó que el período de aprendizaje a distancia "comenzara en Minnesota desde el 30 de marzo de 2020 hasta el 4 de mayo de 2020.

### Abril

#### Abril 8
El gobernador Tim Walz extendió la orden de quedarse en casa (orden ejecutiva 20-33) hasta el 3 de mayo a las 11:59 p. m.. Citó su razón para hacerlo debido a los nuevos datos y nuevos descubrimientos sobre COVID-19 desde que se implementó la orden original. También está permitiendo la apertura de ferreterías y tiendas de jardinería siempre que sigan todas las pautas del Departamento de Salud de Minnesota. 

#### 17 de abril
Durante las primeras horas del día 17, el presidente Donald Trump tuiteó "LIBERATE MINNESOTA" en referencia a la orden de permanecer en casa del gobernador Tim Walz .  Más tarde esa tarde, varios cientos de ciudadanos protestaron contra la orden frente a la residencia del gobernador en St. Paul. La protesta fue organizada principalmente a través de Facebook por el Caucus de Derechos de Armas de Minnesota. Ben Dorr, un miembro principal del grupo de defensa, ha pedido repetidamente al estado que reabra y ha afirmado que COVID-19 no representa una amenaza mayor para la salud pública que la gripe.  Dorr tiene dos hermanos mayores que también son defensores de los derechos de las armas. Los tres han utilizado su presencia colectiva en las redes sociales para convocar protestas adicionales.
Durante su habitual conferencia de prensa diaria, el gobernador Walz anunció que ahora se le permite a las personas participar en diversas actividades al aire libre como senderismo, pesca, caza y paseos en lancha motora siempre que mantengan una distancia segura y razonable de otras personas. Además de permitir a las personas participar en diversas actividades al aire libre, permitió que se abrieran campos de golf y tiendas de cebos.  Walz dijo que estos planes fueron conceptualizados antes del tuit del presidente y la protesta civil.

#### 29 de abril
Los resultados de datos de MDH Covid del 29 de abril de 2020 incluyeron una acumulación de pruebas cargadas en el sistema. https://www.health.state.mn.us/diseases/coronavirus/situation.html#testingm1

#### 30 de abril
El gobernador Tim Walz extendió la orden de permanencia en casa para Minnesota hasta el domingo 17 de mayo a las 11:59 p. m. Afirmó que quedarse en casa es el arma más poderosa para "vencer" al virus y que "debemos correr el maratón completo y no detenernos en el kilómetro 20". Además, exige que cierto personal use máscaras faciales e insta encarecidamente al público en general a que haga lo mismo.

### Mayo
La Feria Estatal de Minnesota fue cancelada en respuesta a la pandemia. 

#### 18 de mayo
Después de haber sido prorrogada anteriormente, la orden de quedarse en casa expiró y fue reemplazada por una orden de "Minnesota mantenerse a salvo". Esto ocurrió en un momento en el que aumentaban tanto los casos nuevos como las hospitalizaciones. Refiriéndose a los cambios como un "enfoque mesurado de Minnesota", Walz aclaró que "no estamos accionando un interruptor y todo vuelve a la normalidad a la vez ... estamos moviendo lentamente el dial e introduciendo más interacción entre las personas a lo largo del tiempo. " También anunció que los bares, restaurantes, gimnasios y salones permanecerían cerrados 

#### 21 de mayo
Se estableció el récord actual de un solo día de nuevos casos, con 982 pruebas positivas reportadas. 

#### 25 de mayo
Tras el asesinato de George Floyd el 25 de mayo, los manifestantes se reunieron en grandes grupos para realizar vigilias, marchas y manifestaciones, primero en Minneapolis y Saint Paul, y luego en todo el estado. La mayoría de los manifestantes usaban máscaras  y, en general, las personas podían limitar la exposición mediante el distanciamiento social, interacciones breves y al estar al aire libre.  Si bien los expertos en salud advirtieron que las protestas podrían conducir a un mayor riesgo de un aumento en los casos de COVID-19,  pruebas indicaron que pocos de los manifestantes contrajeron la enfermedad.  El uso de gas lacrimógeno y gas pimienta por parte del Departamento de Policía de Minneapolis y elfue criticado por crear condiciones en las que el virus podría propagarse más fácilmente al exacerbar las infecciones respiratorias, aumentar las tasas de exposición y comprometer el sistema inmunológico. 

### Junio

#### 3 de junio
Los resultados de datos de MDH Covid del 3 de junio de 2020 incluyeron una acumulación de pruebas cargadas en el sistema. https://www.health.state.mn.us/diseases/coronavirus/situation.html#testingm1

#### 12 de junio
El gobernador Walz extendió la orden de emergencia hasta el 13 de julio 
Al menos 88 de los aproximadamente 1,000 trabajadores en un almacén de Amazon en Shakopee dieron positivo. Se habían reportado 99 pruebas positivas adicionales en otros sitios de Amazon en las Ciudades Gemelas hasta esta fecha. 

#### 12–13 de junio
Se informaron más de 100 casos entre personas de 20 años que frecuentaban bares abarrotados en el área de Mankato , durante el primer fin de semana en que se permitió el servicio en interiores. También se informó de un grupo de 30 casos en dos bares de Minneapolis.

### Julio
Minnesota experimentó un aumento significativo de casos positivos a partir de finales de junio y se extendió hasta julio, de acuerdo con la mayor tendencia nacional. Sin embargo, a mediados de julio, el número de nuevas muertes y hospitalizaciones seguía disminuyendo. Se ha observado que este aumento fue impulsado en gran medida por el grupo de edad de 20 a 29 años y por las comunidades en los suburbios de Twin Cities. 

#### 13 de julio
El gobernador Walz extendió la orden de emergencia por 30 días más, hasta el 12 de agosto 

#### 20 de julio
El estado registra su muerte más joven por el virus: un bebé de 9 meses del condado de Clay que murió sin problemas de salud subyacentes.

### Agosto

#### 12 de agosto
Una planta de empaque de Seneca Foods en Glencoe tenía 33 casos confirmados y 12 sospechosos. Aunque se hicieron pruebas a unos 200 trabajadores a su llegada, los resultados de las pruebas se retrasaron más de 10 días. 

#### 18 de agosto
Los resultados de los datos de MDH Covid del 18 de agosto de 2020 incluyeron una acumulación de pruebas cargadas en el sistema. https://www.health.state.mn.us/diseases/coronavirus/situation.html#testingm1

#### 21 de agosto
El estado tenía 15 casos rastreados hasta el Sturgis Motorcycle Rally , y se esperan más casos.  Aunque se emitieron avisos de salud pública para lugares de concentración como One-Eyed Jack's Saloon, The Knuckle Saloon, The Broken Spoke y Asylum Tattoo en Sturgis, y para Bumpin 'Buffalo Bar and Grill en Hill City ,  some cases among Minnesota rallygoers could not be traced to specific locations. A Minnesota public health official urged anyone who had traveled to Sturgis to monitor for symptoms for 14 days, adding that "if you are feeling ill after returning from the event, please get tested and self-isolate while you wait for the test results."
Entre el 12 de junio y el 21 de agosto, 29 restaurantes en Minnesota tuvieron brotes. Dos de los conglomerados más grandes se encontraban en Mankato y St. Cloud, con 118 y 117 casos respectivamente. 

#### 22 de agosto
Un grupo de casos se relacionó con una boda celebrada en Gante .

#### 24 de agosto
The state had a total of 27 cases traced to the Sturgis Motorcycle Rally. Twenty-five cases were among attendees, and two cases were employees or volunteers at the event.

#### 26 de agosto
Los resultados de los datos de MDH Covid del 26 de agosto de 2020 incluyeron una acumulación de pruebas cargadas en el sistema. https://www.health.state.mn.us/diseases/coronavirus/situation.html#testingm1

#### 29 de agosto
En agosto se identificaron al menos 21 grupos de casos asociados con fiestas, bodas, funerales y otras reuniones sociales. Durante la semana anterior, los casos se rastrearon hasta 29 bares y restaurantes de Minnesota, y se informaron uno o más casos en 51 colegios y universidades de Minnesota. Más asistentes al rally de Sturgis dieron positivo, para un total de 46 infecciones de Minnesota relacionadas directamente con Sturgis. Se identificaron casos de transmisión secundaria y positivos entre los contactos de los asistentes a Sturgis. 

#### 31 de agosto
Los casos rastreados hasta los asistentes de Sturgis aumentaron a 49. El comisionado del Departamento de Salud de Minnesota (MDH, por sus siglas en inglés), Jan Malcolm, dijo que los casos se habían estancado en un nivel alto y "ahora estamos comenzando a retroceder. No hemos mejorado". Durante el fin de semana, hubo 1.032 casos nuevos el sábado y 934 el domingo, "también uno de los días más altos hasta ahora". 

### Septiembre

#### Septiembre 1
Los casos se mantuvieron altos, con 502 casos anunciados ese día. El condado rural de LeSeur tuvo más del 15% de casos positivos. "Los funcionarios de salud han desplazado su preocupación de los bares urbanos y, hasta cierto punto, de los eventos deportivos juveniles en todo el estado. Ahora miran hacia una especie de abandono rutinario de la orientación sanitaria en las reuniones sociales informales diarias". 
Los resultados de datos de MDH Covid del 1 de septiembre de 2020 incluyeron una acumulación de pruebas cargadas en el sistema. https://www.health.state.mn.us/diseases/coronavirus/situation.html#testingm1

#### 2 de septiembre
Una noticia declaró que "casi la mitad de un batallón de la Guardia Nacional de Iowa que vino a entrenar en Camp Ripley en Minnesota este verano se enfermó o estuvo expuesto al COVID-19". 

#### 8 de septiembre
La Universidad Estatal de Winona comenzó una cuarentena en el campus de 14 días, citando "un aumento en la transmisión asintomática". Los casos habían aumentado de 97 el 30 de agosto a 209 el 6 de septiembre. 

#### 24 de septiembre
El Departamento de Salud de Minnesota
89 grupos de casos estaban en empresas reguladas por el Departamento de Agricultura del estado, 40 grupos o brotes en plantas de procesamiento de carne, 182 grupos en plantas de fabricación y 246 grupos en otros tipos generales de negocios.
Se habían investigado 77 bares y restaurantes en busca de posibles brotes. De estos, 47 tenían suficientes casos para ser considerados un brote y sus nombres se divulgan a los medios. 37 brotes se han asociado con bodas, 11 con funerales, 22 con gimnasios y 62 con otros entornos sociales. 

#### 29 de septiembre
Los Minnesota Vikings suspendieron sus operaciones luego de que ocho miembros de un equipo contrario dieron positivo. 

#### 30 de septiembre
Un mitin de campaña en el Aeropuerto Internacional de Duluth fue el último gran mitin de Donald Trump antes de que diera positivo. Muchos asistentes no usaron máscaras. 

### octubre

#### 3 de octubre
Al menos dos funcionarios electos que asistieron al mitin de Trump en Duluth anunciaron que buscarían hacerse pruebas y ponerse en cuarentena. 

#### 9 de octubre
Nueve casos estuvieron vinculados a un mitin de Trump celebrado en Bemidji el 18 de septiembre, incluidas dos hospitalizaciones y una persona en cuidados intensivos.  Muchas de las personas también asistieron a un evento de la Casa Blanca el 26 de septiembre en el que se anunció la nominación de la jueza Amy Coney Barrett a la Corte Suprema. 

#### 15 de octubre
Los resultados de los datos de MDH Covid del 15 de octubre de 2020 incluyeron una acumulación de pruebas cargadas en el sistema. https://www.health.state.mn.us/diseases/coronavirus/situation.html#testingm1

#### 17 de octubre
El Departamento de Salud de Minnesota informó que 27 de los 28 casos relacionados con manifestaciones políticas estaban vinculados a eventos de Trump. Los asistentes al mitin de Trump del 18 de septiembre en Bemidji tenían 16 casos, con cuatro casos adicionales vinculados a una contraprotesta. Tres casos estuvieron relacionados con la manifestación de Trump del 30 de septiembre en Duluth. Tres casos estaban vinculados a un discurso de Mike Pence en Minneapolis el 24 de septiembre. Un caso estaba vinculado a una visita de Eric Trump a Becker el 1 de octubre. Un caso estaba vinculado a la visita de Joe Biden a Duluth el 18 de septiembre. 

#### 26 de octubre
Un mitin de campaña del vicepresidente Mike Pence en Hibbing tuvo "más de 650 personas presentes, lo que superó las pautas de salud de Minnesota para restringir las multitudes a 250 personas". Solo dos días antes, al menos cinco ayudantes de Pence, incluido su jefe de gabinete Marc Short , habían dado positivo. 
El promedio de siete días de casos nuevos en dos condados que tuvieron manifestaciones políticas aumentó sustancialmente en el mes siguiente, según la Universidad Johns Hopkins , de 2,85 a 14,57 casos nuevos por día en el condado de Beltrami , donde se encuentra Bemidji, y de poco menos de 180 casos. a más de 266 casos nuevos al día en el condado de Hennepin. Esto fue parte de una tendencia general al alza de nuevos casos en el estado de Minnesota que comenzó el 10 de septiembre 

#### 14 de noviembre
Los resultados de datos de MDH Covid del 14 de noviembre de 2020 incluyeron una acumulación de pruebas cargadas en el sistema. https://www.health.state.mn.us/diseases/coronavirus/situation.html#testingm1

## Respuestas

### Gobierno estatal
Cartel de "Corona Hours" en Lake Area Quick Lube en White Bear Lake, Minnesota: los talleres de reparación y mantenimiento de automóviles se consideran "negocios esenciales"
El 10 de marzo, el gobernador de Minnesota, Tim Walz, firmó un proyecto de ley que dedicaba 20,8 millones de dólares a la respuesta estatal al coronavirus. 
El 13 de marzo, el gobernador Walz declaró el estado de emergencia en tiempo de paz. 
El 15 de marzo, el gobernador Walz autorizó el cierre temporal de todas las escuelas públicas K-12 desde el 18 de marzo hasta al menos el 27 de marzo.  El 25 de marzo, este cierre se extendió hasta el 4 de mayo.
El 16 de marzo, la legislatura de Minnesota comenzó a reducir las operaciones y a reunirse de forma permanente.  gobernador Walz también ordenó el cierre de lugares públicos, incluidos todos: restaurantes, bares, cafeterías, gimnasios, teatros, cervecerías, estaciones de esquí y otros lugares públicos hasta al menos el 27 de marzo. Los bares y restaurantes del estado estaban cerrados. solo para cenar en clientes; a las empresas se les permitió continuar sirviendo a los clientes mediante comida para llevar o entrega.  El 25 de marzo, esta orden se extendió hasta el 1 de mayo. [ Cita requerida ]
El 25 de marzo, el gobernador Walz emitió una orden de quedarse en casa , alegando que en este punto era demasiado tarde para "aplanar la curva" con relación a nuevos casos. La orden de quedarse en casa requería que los habitantes de Minnesota restringieran la actividad fuera del hogar desde las 11:59 p. m. del 27 de marzo hasta las 5 p. m. del 10 de abril. Si bien la orden continuó con el cierre de bares, restaurantes, cines, peluquerías y otros lugares "no esenciales", la mayoría de los lugares de trabajo seguían abiertos para algunos empleados con el fin de brindar "servicios esenciales". Las empresas consideradas "esenciales" incluían mecánicos (bicicletas y automóviles), quiroprácticos, supermercados, cualquier tienda que vendiera alimentos o bebidas, incluidas panaderías, carnicerías, licorerías e incluso tiendas de palomitas de maíz. Muchos restaurantes permanecieron abiertos para llevar y recoger en la acera. Muchas tiendas minoristas también mantuvieron un personal reducido y ofrecieron recoger en la acera, o solo permitieron a unas pocas personas en la tienda a la vez. 
El 10 de abril, el gobernador Tim Walz extendió su orden de quedarse en casa (Orden Ejecutiva 20-33) hasta el 3 de mayo a las 11:59 p. m.. Citó que su razón para hacerlo fue que habían surgido nuevos datos y nuevos descubrimientos sobre COVID-19 desde que se implementó la orden original. También permitió que se abrieran ferreterías y tiendas de jardinería siempre que siguieran todas las pautas del Departamento de Salud de Minnesota. 
El 17 de abril, el gobernador Walz anunció que ahora estaba permitido que las personas participaran en diversas actividades al aire libre, como senderismo, pesca, caza y paseos en lancha motora, siempre que mantuvieran una distancia segura y razonable de otras personas. También se permitió la apertura de campos de golf y tiendas de cebos.  Walz declaró claramente que estos planes se conceptualizaron antes del tuit del presidente y la protesta civil.
El 30 de abril, el gobernador Tim Walz extendió la orden de permanencia en casa para Minnesota hasta el domingo 17 de mayo a las 11:59 p. m. Afirmó que quedarse en casa es el arma más poderosa para "vencer" al virus y que "debemos correr el maratón completo y no detenernos en el kilómetro 20". Además, exigió que cierto personal usara máscaras faciales e instó encarecidamente al público en general a hacer lo mismo. 
El 13 de mayo, el gobernador Tim Walz permitió que su orden de quedarse en casa para Minnesota expirara el domingo 17 de mayo a las 11:59 p. m., para que Minnesota entrara en una segunda fase de lucha contra el virus. Agradeció a los habitantes de Minnesota por sus sacrificios y esfuerzos para frenar el virus. El 18 de mayo, la mayoría de las empresas pudieron abrir, pero deben cumplir con las pautas del Departamento de Salud de Minnesota. Sin embargo, los pubs y restaurantes deben permanecer cerrados; la decisión sobre la reapertura de estos negocios se tomará a más tardar el 30 de mayo. Los habitantes de Minnesota pueden reunirse en grupos de hasta 10 personas con familiares cercanos y amigos. 
El 21 de mayo, el gobernador Tim Walz permitió que todos los restaurantes y pubs con asientos al aire libre abrieran el 1 de junio al 50% de su capacidad y solo con reserva. A los salones de belleza se les permitió abrir al 50% de su capacidad y solo con reserva. Todos los trabajadores de estas empresas deben usar máscaras faciales en todo momento mientras estén en el reloj, y se recomienda encarecidamente a los clientes que hagan lo mismo. 
El 5 de junio, el gobernador Tim Walz permitió que todos los restaurantes, pubs, gimnasios y otros lugares de entretenimiento en el interior abrieran cenas en el interior al 25-50% de su capacidad. Las reuniones de personas en el interior se limitaron a 10 personas; sin embargo, pueden reunirse 25 personas si la reunión se realiza al aire libre. También agradeció a los habitantes de Minnesota por sus sacrificios y paciencia, pero advirtió que si los casos comienzan a aumentar, es posible que tenga que cerrar negocios 
El gobernador Walz anunció un mandato de máscaras en todo el estado el 22 de julio. A partir del 25 de julio, el mandato requería que se usaran máscaras faciales en tiendas, edificios públicos y espacios interiores donde las personas se congregan. 
El 25 de septiembre, se detuvo una encuesta conjunta sobre coronavirus realizada por el Departamento de Salud de Minnesota y los CDC, debido a comportamientos amenazantes y difamaciones raciales dirigidas a los trabajadores de la encuesta. 
El 2 de octubre, dos días después de un mitin de campaña de Trump en Duluth , un funcionario del Departamento de Salud de Minnesota dijo que "cualquier persona que haya estado en contacto directo con el presidente Trump o conozca casos de Covid-19 debe ponerse en cuarentena y debe hacerse la prueba".  presidente Trump anunció que había dado positivo por coronavirus el día después de organizar la manifestación, junto con los miembros del personal que habían viajado con él.
El 18 de noviembre, el gobernador Tim Walz presentó su nuevo "Dial Back Minnesota". Este plan de cuatro semanas comenzó el 20 de noviembre y cierra todos los pubs, restaurantes, gimnasios, así como todos los eventos interiores y exteriores que son “no esenciales”; incluso eventos que se llevan a cabo dentro de una casa particular. Además, esta orden desalienta todos los viajes no esenciales y pide a los habitantes de Minnesota que se queden en casa siempre que sea posible, especialmente durante las vacaciones de Acción de Gracias. Impuso estas nuevas restricciones debido a la creciente cantidad de casos en el estado, así como a los múltiples hospitales que solicitan una segunda orden de internación para poder tener la capacidad de atender a todos los pacientes. 

### Gobiernos municipales
El 14 de marzo, el alcalde de St. Paul , Melvin Carter, declaró el estado de emergencia local. La ciudad ya no emitirá nuevos permisos para reuniones de 50 o más personas. También solicitó que la policía del condado de Ramsey suspenda todos los desalojos. La biblioteca pública de St. Paul, las escuelas de St. Paul y todos los parques y centros de recreación, incluido el zoológico de Como, también estuvieron cerrados del 16 al 27 de marzo. 
En marzo, la ciudad de Red Wing, Minnesota, suspendió las instalaciones de la ciudad y cerró la biblioteca de la ciudad debido a problemas de salud.  El 31 de marzo, Red Wing informó sus primeros casos en una instalación correccional. 
El 29 de julio, el alcalde de Minneapolis , Jacob Frey, emitió una orden de emergencia declarando que todos los bares interiores de Minneapolis, que reabrieron recientemente, volverían a cerrar a partir del 1 de agosto.  bares, destilerías, clubes nocturnos y restaurantes con un área de bar también cerrarán. . 

## Impacto

### Social
COVID-19 mató a 1,130 personas en el condado de Hennepin en diciembre de 2020.  La ciudad realizó pruebas gratuitas de coronavirus y vacunas contra la gripe.  Durante la pandemia de COVID-19 , la mayoría de los servicios públicos y los negocios de la ciudad continuaron, algunos con servicio reducido, y se suspendieron los cierres.  wifi era gratuito en toda la ciudad y el gobierno se realizaba en línea.  En Minnesota, 1 de cada 2 trabajadores negros perdió su empleo, en comparación con 1 de cada 4 blancos.  La pandemia fomentó las desigualdades en salud en Minneapolis y Minnesota. Los investigadores encontraron que las tasas de casos, hospitalizaciones y muertes de los residentes negros y latinos eran más altas que las de los residentes blancos. 
Las escuelas públicas de Minneapolis comenzaron el año académico 2020-2021 con aprendizaje remoto para todos los niveles de grado.  El distrito escolar público de la ciudad perdió el 2.8 por ciento de sus estudiantes en 2020. 

### Deportes
La mayoría de los equipos deportivos del estado se vieron afectados. Varias ligas comenzaron a posponer o suspender sus temporadas a partir del 12 de marzo. Las Grandes Ligas cancelaron el resto del entrenamiento primaveral en esa fecha, y el 16 de marzo anunciaron que la temporada se pospondrá indefinidamente, luego de las recomendaciones de los CDC de restringir eventos de más de 50 personas durante las próximas ocho semanas, lo que afectará a los Minnesota Twins .  También el 12 de marzo, la Asociación Nacional de Baloncesto anunció que la temporada se suspendería por 30 días, lo que afectaría a los Minnesota Timberwolves .  En la Liga Nacional de Hockey, la temporada se suspendió por tiempo indefinido, lo que afectó al Minnesota Wild . 
Se cancelaron los X Games de 2020 y el Campeonato de hockey en estanques de EE. UU. 2021 .  sede de Minneapolis de una carrera de la Copa del Mundo de Esquí de Fondo Coop FIS en Theodore Wirth Park, la primera que se celebra en Estados Unidos en dos décadas, también fue cancelada. 
En los deportes de la universidad, la Asociación Atlética Colegial Nacional canceló todos los torneos de invierno y primavera, sobre todo los de la división I de los hombres 's y mujeres torneos de baloncesto' s, que afecta a los colegios y universidades en todo el estado.  Los Campeonatos de Lucha de la División I de la NCAA 2020 estaban programados para el 19 y 21 de marzo en el estadio US Bank de Minneapolis . Para el 11 de marzo, la NCAA había anunciado que el campeonato continuaría, pero no se permitiría asistir a ninguno de los 100,000 fanáticos anticipados.  Al día siguiente, la NCAA canceló todos los campeonatos de primavera.
El 16 de marzo, la Asociación Atlética Nacional de Universidades Juveniles también canceló el resto de las temporadas de invierno, así como las temporadas de primavera. 
El 21 de marzo, los Brainerd Jaycees anunciaron la cancelación de Run for the Lakes Marathon y de todas las demás carreras que se llevarían a cabo durante el fin de semana del maratón, que estaba programado para el 24 y 25 de abril. La pandemia de COVID-19 puso fin a la racha de 11 años de maratones consecutivos. 
El maratón de la abuela se llevó a cabo anualmente durante 43 años, lo que lo convirtió en uno de los maratones de carreras continuas más antiguos del país. Pero el 31 de marzo, el personal anunció que la carrera del 16 de junio de 2020 fue cancelada debido a preocupaciones de propagación del SARS-CoV-2 . 
El 2 de abril, los oficiales de la carrera decidieron cancelar el Lake Wobegon Trail Marathon por primera vez desde que comenzó la carrera en 2008. La carrera se desarrolla en el sendero estatal desde Holdingford, Minnesota , hasta St. Joseph, Minnesota. 
Para el 6 de abril, casi 1,000 personas en el estado habían contraído COVID-19 , y los organizadores de la carrera Med City Marathon con sede en Rochester, Minnesota, decidieron posponer el fin de semana de la carrera del 23 al 24 de mayo al 4 al 5 de septiembre.  Se canceló el 20 de junio. Los directores de carrera escribieron "después de conversaciones con el Departamento de Salud de Minnesota, miembros del Grupo de Trabajo de la Industria del Correr de Minnesota, USATF, médicos de Medicina de Emergencia de Mayo Clinic, nuestros patrocinadores y líderes comunitarios sobre cómo podíamos correr con seguridad, llegamos a la conclusión de que simplemente no es posible con tantas incertidumbres en torno a la pandemia de COVID-19 ". 
El Maratón de Twin Cities canceló el 22 de junio, más de tres meses antes de la carrera. Fue la primera cancelación de la carrera desde que comenzó en 1982.  El Maratón de Mankato canceló el 24 de julio  después de anunciar inicialmente el 1 de junio que la carrera aún estaba en marcha.  La maratón Bemidji Blue Ox , programada para ejecutarse en octubre, seguida de la cancelación el 28 de julio.

### Economía

#### Minneapolis
La pandemia de COVID-19 cerró cientos de restaurantes en Minneapolis.  Entre ellos se encuentran Fuji Ya, el hito de 60 años,  y Bachelor Farmer, sitio de recaudación de fondos para el entonces presidente Obama y para el Comité Nacional Demócrata .  El semanario City Pages de 41 años cerró por falta de publicidad.  Los funcionarios de la ciudad lucharon para apoyar las necesidades de las empresas locales, en particular los establecimientos pequeños y propiedad de minorías, que fueron doblemente desafiados por la pandemia de COVID-19 y los disturbios históricos y la destrucción de la propiedad a raíz de la muerte de George Floyd el 25 de mayo. 2020. 
Dayna Frank, de First Avenue , presidenta de la Asociación Nacional de Sedes Independientes (NIVA), presiona al gobierno federal de los Estados Unidos para obtener ayuda para clubes y escenarios en todo el país, el 90% de los cuales probablemente cerrarán sin ayuda.